# 고흥 남휘루
고흥 남휘루(高興 覽輝樓)는 대한민국 전라남도 고흥군 고흥읍 남계리에 있는 건축물이다. 1990년 12월 5일 전라남도의 문화재자료 제183호로 지정되었다.

## 개요
고흥 관아의 문루로 관아의 문을 열고 닫을 때 북을 쳐서 알리던 누각이기도 하다. 또한 관리들이나 이웃 마을의 양반들이 찾아와 즐겨 놀던 곳으로, 원래 이름은 영아문 남휘루였다고 한다.
정확하지는 않으나, 현종 8년(1667)에 지방관리인 안책(安策)이 지었다고 한다. 원래는 고흥아문 앞에 자리잡고 있었으나 1923년 없어지게 된 것을 잠시 남계천 옆으로 옮겼다가, 1976년 지금 있는 자리인 봉황산 북쪽으로 옮기면서 고쳐 지었다．
앞면 3칸·옆면 2칸 규모의 다소 큰 건물로, 지붕 처마를 받치기 위해 장식하여 만든 공포가 간결하게 짜여 있다.
‘남휘루(覽輝樓)’라는 현판의 글자를 새기는데 1개월이 걸려 비로소 완성하였다고 한다.

## 참고 문헌
- 고흥남휘루 - 국가유산청 국가유산포털